# Kurt Horedt
Kurt Horedt (Nagyszeben, 1914. március 30. – München, 1991. december 19.) erdélyi szász őstörténész, régész. Az ő nevéhez fűződik az apahidai második sír feltárása.

## Élete
Középiskolai tanulmányait 1936-ban végezte Kolozsvárott, majd Németországban, Kielben és Lipcsében tanult tovább és 1939-ben Kurt Tackenbergnél végzett Bonnban. Disszertációjában a Wietenberg-kultúrával foglalkozott, melyben nagyapja Carl Seraphin ásatásait is feldolgozta.
Ezek után visszatért Kolozsvárra, ahol professzori állásban helyezkedett el, ill. a nagyszebeni múzeumban dolgozott, majd végül 1981-ben Németországba disszidált. A német régészeti intézet tagja. Fő kutatási területe földrajzilag Erdély, kronológiailag az őskor és a kora középkor, bár a többi korral is foglalkozott.

## Művei
- 1941 Völkerwanderungszeitliche Funde aus Siebenbürgen (Descoperiri arheologice din vremea migrației popoarelor în Transilvania)
- 1941 Eine lateinische Inschrift des 4. Jahrhunderts aus Siebenbürgen (O inscripție latină din sec. IV în Transilvania), Ed. Cartea Românească din Cluj, Sibiu, 1941, în: Anuarul institutului de studii clasice (AISC), vol. 4 (1941-1942)
- 1958 Untersuchungen zur Frühgeschichte Siebenbürgens (Cercetări privind istoria veche a Transilvaniei), București
- 1958 Contribuții la Istoria Transilvaniei, Sec. IV-XIII, Ed. Academiei, București
- 1967 Zur Herkunft und Datierung des Kessels von Gundestrup. Jahrb. RGZM 14, 1967, 99-133
- 1967 Einflüsse der Hügelgräberkultur und der Velaticer Kultur in Siebenbürgen. Germania 45, 1967, 42-50
- 1972 (D. Protase tsz.) Das zweite Fürstengrab von Apahida (Siebenbürgen). Germania 50, 1972, 174-220
- 1977 Archäologische Beiträge zur Herkunft der Siebenbürger Sachsen. In: J. Hermann (Hrsg.), Archäologie als Geschichtswissenschaft. Schr. Ur- u. Frühgesch. 30 (Berlin 1977) 447-459
- 1979 Morești, vol 1, București
- 1982 Siebenbürgen in spätrömischer Zeit (Transilvania în epoca romană târzie), Editura Kriterion, București
- 1984 Morești, vol 2, Bonn (după emigrare)
- 1986 Siebenbürgen im Frühmittelalter (Transilvania în Evul Mediu timpuriu), Bonn
- 1988 Das frühmittelalterliche Siebenbürgen: ein Überblick, Innsbruck, ISBN 3-85373-103-1; ISBN 978-3-85373-103-1

## Emléke
- 1988-ban jelentek meg memoárjai Und was verschwand wird mir zur Wirklichkeiten címmel.
- Emlékének ajánlották a Siebenbürgen zur Zeit der Römer und der Völkerwanderung című konferenciakötetet.
- 2014-ben (születésének 100. évfordulóján) a kolozsvári Babeș-Bolyai Egyetem Német Nyelvi Intézeténél felállították mellszobrát.[1]